# Lead (Dakota du Sud)
Pour les articles homonymes, voir Lead.
Lead est une municipalité du comté de Lawrence, dans le Dakota du Sud, aux États-Unis. Sa population était de 3 124 habitants au recensement de 2010.

## Géographie
Lead est située dans la partie occidentale de l'État, dans la région des Black Hills, non loin de la frontière avec le Wyoming.
La municipalité s'étend sur 5,33 km2. Elle est surnommée Mile High City en raison de son altitude de 1 622 mètres, c'es-à-dire environ un mile.

## Histoire
Lead est fondée en 1876, après la découverte d'or dans la région. La ville a été le siège du diocèse de Lead de 1902 à 1930.

## Démographie
| 1880  | 1890  | 1900  | 1910  | 1920  | 1930  |
| ----- | ----- | ----- | ----- | ----- | ----- |
| 1 487 | 2 581 | 6 210 | 8 392 | 5 013 | 5 733 |

| 1940  | 1950  | 1960  | 1970  | 1980  | 1990  |
| ----- | ----- | ----- | ----- | ----- | ----- |
| 7 520 | 6 422 | 6 211 | 5 420 | 4 330 | 3 632 |

| 2000  | 2010  | - | - | - | - |
| ----- | ----- | - | - | - | - |
| 3 027 | 3 124 | - | - | - | - |